# Cratere Schneller
Schneller è un cratere lunare di 56,87 km situato nella parte nord-orientale della faccia nascosta della Luna.